# ムード歌謡
ムード歌謡（ムードかよう）は、昭和期に日本で流行した歌謡曲の一形態。

## 概要
ムード歌謡に厳密な定義は存在していない。「ムード」とは、「雰囲気、気分、情緒」という主観的なものを意味する語であり、聴いた人間が「これはムード歌謡だ」と判断すれば、その曲はムード歌謡になる。いわゆる「日本人的な曖昧さ」の上に成り立っている日本にしかない音楽ジャンルであるといえる。
東陽片岡は「女心の寂しさや不倫の世界を、ヤラシく悲しく歌う」ところがムード歌謡の楽しさととしており、同時に漂う「インチキ臭さ」を「大人の余裕」と捉えている。
戦後、連合軍占領下の日本で、外国人相手に活動していたバンドが、解放後に銀座や赤坂のナイトクラブでムーディなダンス音楽を演奏し始めたことが始まりである。和製ラウンジ・ミュージックの元祖。

## 来歴
1950年代の日本では、洋楽としてはハワイアンやジャズや流行していた。主に進駐軍を相手に演奏をしていたミュージシャンが演奏するハワイアンやジャズに、日本で既存の歌謡曲のテイストを加えた結果生まれたのが「ムード歌謡」だとされる。
別の観点からは、ディック・ミネの「夜霧のブルース」、「雨の酒場で」をルーツに、バッキー白片がハワイアン・コーラスを歌謡曲に融和させてムード歌謡コーラスへ発展させ、和田弘とマヒナスターズが具現化し、作曲家・吉田正とその門下生（フランク永井、松尾和子など）によって都会派ムード歌謡が確立された。
ムード歌謡は、主にキャバレーやナイトクラブのステージで演奏されていたことから、酒場での風景や、キャバレーやナイトクラブが存在する繁華街、その繁華街がある都市での恋愛模様が歌われることが多く、競うように各地の繁華街や都市をタイトルにした楽曲を次々にリリースされ、日本全国にその繁華街の名と共に広がっていった。1950年代にはSP盤から塩化ビニール製のレコードがメインとなり、レコードプレーヤーの普及も進み、売り上げが拡大し、リリース数も拡大したこともムード歌謡が一大ムーブメントとなった要因に挙げられる。
1966年に「恍惚のブルース」でデビューした青江三奈は、「ため息路線」と呼ばれるハスキーボイスでムード歌謡に新風を巻き起こし、ヒット曲を多数発表した。
1970年代に入ると、日本社会は人口集中による通勤ラッシュ、公害の発生が問題視されるようになった。ドルショックやオイルショックなどもあって経済的にも停滞が始まり、それまでの「豊かで明るい時代」とは言い難い状況になっていったことで、キャバレーやナイトクラブといった文化も勢いが止まって、繁華街そのものに徐々に元気がなくなっていった。カラオケが誕生し、カラオケ機器が普及すると共に夜の街でステージでの演奏を「聴く」文化から、小規模なスナックで客自身で「歌う」文化への移行が始まったと言える。演奏の舞台そのものが衰退したことで、ムード歌謡というジャンルも衰退の方向へと向かった。

## 特徴
- 1966年に発売された黒沢明とロス・プリモスの「ラブユー東京」は、いわゆる「失恋の歌」であるが、男性側からの「女性にこのようなことを言われたい」願望的な男性に都合の良い理想をそのまま歌詞にしたもので、こういった内容はムード歌謡に多く見られる特徴に挙げられる[4]。
- 競作が多いことがムード歌謡の特徴に挙げられる。「ウナ・セラ・ディ東京」はザ・ピーナッツ、和田弘とマヒナスターズをはじめ多くの歌手によってカバーされた。和田弘とマヒナスターズも鶴田浩二やフランク永井のカバーから始まっている[5]。
- ムード歌謡コーラスのグループは和田弘とマヒナスターズに代表されるハワイアン系と、ロス・インディオスや鶴岡雅義と東京ロマンチカに代表されるラテン系とに大別される。内山田洋とクール・ファイブはどちらにも属さないソウル系で異色な存在といえる[5]。

## ムード歌謡の例
- 淡谷のり子「別れのブルース」 - 1937年に発表。ムード歌謡の元祖であり、ブルース歌謡の第1号でもある楽曲[1]。
- ディック・ミネ「上海ブルース」 - 1938年。男性シンガーによるムード歌謡の元祖[1]。
- フランク永井「有楽町で逢いましょう」 - 1957年。ムード歌謡の代名詞的存在[1][4]。
- 石原裕次郎・牧村旬子「銀座の恋の物語」 - 1961年。銀座を題材にした楽曲の中でも最も有名な楽曲[1][4]。
- ザ・ピーナッツ「ウナ・セラ・ディ東京」 - 1964年。女性歌手によるムード歌謡の代表作の1つ[1]。
- 青江三奈「恍惚のブルース」- 1966年[1]。
- 美川憲一「柳ヶ瀬ブルース」 - 1966年[4]。
- パープル・シャドウズ「小さなスナック」 - 1968年。グループ・サウンズブーム衰退後のGSムード歌謡の隠れた傑作[1]。
- 青江三奈「伊勢佐木町ブルース」 - 1968年[4]。
- 丸山圭子「どうぞこのまま」 - 1976年[1]。
- 増位山太志郎「そんな女のひとりごと」 - 1977年。ムード歌謡のジャンルが一般に定着した時期の男性が女性の一人称で歌うパターン楽曲[1]。
- ラッツ&スター「Tシャツに口紅」 - 1983年。80年代のムードコーラス歌謡[1]。
- とんねるず「雨の西麻布」 - 1985年。タイトル、歌詞の内容、曲調がムード歌謡のパロディとなっている[4]。
- EGO-WRAPPIN'「色彩のブルース」 - 2000年。20世紀末の「昭和歌謡」再発見の過程で生まれた名曲[1]。
- タブレット純「百日紅」 - 2022年[1]。

### ムード歌謡コーラスの例
- 和田弘とマヒナスターズ「泣かないで」 - 1958年。ムード歌謡コーラスというジャンルの開拓、確立となった曲[1]。
- 黒沢明とロス・プリモス「ラブユー東京」 - 1966年[1]。
- 鶴岡雅義と東京ロマンチカ「小樽のひとよ」 - 1967年[1]。
- ロス・インディオス「知りすぎたのね」 - 1968年[1]。
- 内山田洋とクール・ファイブ「長崎は今日も雨だった」 - 1969年[1][4]。